# Apaixonadinha
"Apaixonadinha" é uma canção da cantora e compositora brasileira Marília Mendonça com participação de Léo Santana e Didá Banda Feminina, parte do EP Todos os Cantos Vol. 2, lançado em 2019 pela gravadora Som Livre.

## Composição
Assim como todas as canções do projeto Todos os Cantos, "Apaixonadinha" não é uma música autoral. Seus compositores são Filipe Escandurras e Rafinha RSQ. A canção é uma mistura de sertanejo com axé que descreve o clima positivo entre um casal apaixonado.

## Gravação
A canção foi gravada ao vivo em 9 de abril de 2019, na Praça José Alencar, Pelourinho, Salvador, capital do estado da Bahia. A apresentação ocorreu durante a noite, após a cantora entregar panfletos pelo centro da cidade e ter conversado com fãs. Na ocasião, ela andou pelas imediações do Farol da Barra e Avenida Sete.

## Lançamento e recepção
"Apaixonadinha" foi lançada em maio de 2019 como parte do EP Todos os Cantos Vol. 2. Apesar de não ter sido single, a versão em vídeo da canção alcançou mais de 1 milhão de visualizações em cerca de 24 horas. O vídeo alcançou 300 milhões no YouTube em maio de 2021.
Em 2020, a cantora e compositora Lauana Prado fez um pequeno cover de "Apaixonadinha", que chegou a receber elogios de Marília Mendonça.
Em 2021, o cantor e compositor Caetano Veloso fez referência à "Apaixonadinha" na música "Sem Samba não Dá" após se admirar com a apresentação da cantora na gravação em Salvador.

## Certificações e vendas
| Região                                                        | Certificação | Unidades/vendas |
| ------------------------------------------------------------- | ------------ | --------------- |
| Brasil (PMB)                                                  | 4× Diamante  | - 1.200.000‡    |
| ‡vendas+valores de streaming baseados somente na certificação |              |                 |